# Садковиці (гміна)
Гміна Садковиці (пол. Gmina Sadkowice) — сільська гміна у центральній Польщі. Належить до Равського повіту Лодзинського воєводства.
Станом на 31 грудня 2011 у гміні проживало 5687 осіб.

## Площа
Згідно з даними за 2007 рік площа гміни становила 121.08 км², у тому числі:
- орні землі: 89.00%
- ліси: 6.00%

Таким чином, площа гміни становить 18.73% площі повіту.

## Населення
Станом на 31 грудня 2011:
| Опис     | Загалом | Загалом | Чоловіки | Чоловіки | Жінки | Жінки |
| -------- | ------- | ------- | -------- | -------- | ----- | ----- |
| одиниця  | осіб    | %       | осіб     | %        | осіб  | %     |
| все      | 5687    | 100     | 2882     | 50.68    | 2805  | 49.32 |
| міське   | 0       | 100     | 0        |          | 0     |       |
| сільське | 5687    | 100     | 2882     | 50.68    | 2805  | 49.32 |

## Сусідні гміни
Гміна Садковіце межує з такими гмінами: Біла-Равська, Блендув, Моґельниця, Нове-Място-над-Пилицею, Реґнув, Якубув.